# Relaciones Andorra-Japón
Las relaciones Andorra-Japón son las relaciones diplomáticas entre el Principado de Andorra y el Imperio de Japón. Los dos países establecieron relaciones diplomáticas oficiales por primera vez en octubre de 1995.

## Misiones diplomáticas
- Japón no está representado en Andorra a nivel de embajada, sino a través de su embajada en París.[2]
- Andorra no está representada en Japón, ni a nivel de embajada ni consular.

## Visitas de alto nivel

### Misiones de Andorra a Japón
En 1996 Andorra realizó su primera visita a la nación japonesa. Jolif Minov, embajador de Andorra ante las Naciones Unidas, visitó Japón en 2005. El ex primer ministro andorrano Manuel Mas Ribo realizó una visita oficial a Tokio, la capital de Japón, y en 2019 Maria Oub Font, ministra de Asuntos Exteriores de Andorra , realizó una visita diplomática a Osaka, Japón.

### Misiones desde Japón a Andorra
El vicecanciller japonés Cantaro Sonora realizó una visita a Andorra la Vieja, la capital de Andorra en 2015.

## Japoneses en Andorra
El número de japoneses que viven en Andorra es de 13 japoneses (octubre de 2016).